# Harriston (Stany Zjednoczone)
Harriston – jednostka osadnicza w Stanach Zjednoczonych, w stanie Wirginia, w hrabstwie Augusta.